# ʻAna Poʻuhila
Ana Poʻuhila (sinh ngày 18 tháng 10 năm 1979 tại Longoteme, Tongatapu) là một vận động viên người Tonga.

## Tiểu sử
Cô đại diện cho Vương quốc Tonga trong sự kiện bắn súng trong Thế vận hội Mùa hè 2008 tại Bắc Kinh. Cô đã có vinh dự là người cầm cờ cho đất nước của mình tại lễ khai mạc. Ban đầu là một viên chạy nước rút, cô bây giờ đã nổi tiếng về phá vỡ Tonga bắn kỷ lục đưa quốc gia vào năm 2008 trong tour du lịch chuẩn bị Olympic châu Âu của cô với một đặt của 18,03 mét ở Albertville.
Khi cô ấy ném qua khoảng cách vòng loại Olympic 17,20 mét, cô ấy đủ tiêu chuẩn cho Thế vận hội 2008. Tuy nhiên, cô không vượt qua vòng loại khi cô đặt 16,42 mét, đặt cô ở vị trí thứ 27. Trước đây cô đã từng tham dự Thế vận hội Mùa hè 2004 cho sự kiện bắn súng, nhưng cú ném 15,33 mét của cô không cho phép cô đủ điều kiện cho vòng cuối cùng.
Vào ngày 2 tháng 7 năm 2009, cô đã phá kỷ lục quốc gia Tongan trong nội dung ném búa, với cú ném 53,53m.
Cô xếp thứ 14 trong danh sách vòng loại của Thế vận hội Mùa hè 2012 với độ cao 15,80 m. 

### Cá nhân tốt nhất
| Nội dung | Thành tích | Gió  | Địa điểm             | Ngày                     |
| -------- | ---------- | ---- | -------------------- | ------------------------ |
| 100 mét  | 13,57      | -0,2 | Sê-ri                | Ngày 5 tháng 8 năm 2001  |
| Bắn Đặt  | 18,03      |      | Albertville          | Ngày 7 tháng 7 năm 2008  |
| Ném đĩa  | 53.10      |      | Đảo Cook             | Ngày 24 tháng 8 năm 2009 |
| Búa ném  | 53,53      |      | Pháp                 | Ngày 2 tháng 7 năm 2009  |
| Ném lao  | 45,45      |      | Noumea New Caledonia | Ngày 3 tháng 4 năm 2008  |

## Thành tích
| Năm                | Giải đấu                 | Địa điểm                   | Thứ hạng           | Nội dung           | Chú thích          |
| Representing Tonga | Representing Tonga       | Representing Tonga         | Representing Tonga | Representing Tonga | Representing Tonga |
| ------------------ | ------------------------ | -------------------------- | ------------------ | ------------------ | ------------------ |
| 2000               | Oceania Championships    | Adelaide, Australia        | 1st                | Shot put           | 14.36 m            |
| 2000               | Oceania Championships    | Adelaide, Australia        | 3rd                | Discus throw       | 38.41 m            |
| 2000               | Oceania Championships    | Adelaide, Australia        | 3rd                | Hammer throw       | 35.29 m            |
| 2000               | Oceania Championships    | Adelaide, Australia        | 1st                | Javelin throw      | 42.32 m            |
| 2001               | South Pacific Mini Games | Middlegate, Norfolk Island | 1st                | Shot put           | 15.13 m            |
| 2001               | South Pacific Mini Games | Middlegate, Norfolk Island | 3rd                | Discus throw       | 42.28 m            |
| 2002               | Oceania Championships    | Christchurch, New Zealand  | 1st                | Shot put           | 15.66 m            |
| 2002               | Oceania Championships    | Christchurch, New Zealand  | 2nd                | Discus throw       | 45.11 m            |
| 2003               | South Pacific Games      | Suva, Fiji                 | 1st                | Shot put           | 15.89 m GR         |
| 2003               | South Pacific Games      | Suva, Fiji                 | 2nd                | Discus throw       | 48.14 m            |
| 2004               | Olympic Games            | Athens, Greece             | 32nd               | Shot put           | 15.33 m            |
| 2004               | Oceania Championships    | Townsville, Australia      | 1st                | Shot put           | 14.89 m            |
| 2004               | Oceania Championships    | Townsville, Australia      | 3rd                | Discus throw       | 45.49 m            |
| 2005               | South Pacific Mini Games | Koror, Palau               | 1st                | Shot put           | 16.92 m GR         |
| 2005               | South Pacific Mini Games | Koror, Palau               | 3rd                | Discus throw       | 45.69 m            |
| 2006               | Oceania Championships    | Apia, Samoa                | 1st                | Shot put           | 16.57 m CR         |
| 2006               | Oceania Championships    | Apia, Samoa                | 2nd                | Discus throw       | 52.48 m            |
| 2007               | Pacific Games            | Apia, Samoa                | 1st                | Shot put           | 16.60 m            |
| 2007               | Pacific Games            | Apia, Samoa                | 2nd                | Discus throw       | 48.92 m            |
| 2009               | Pacific Mini Games       | Rarotonga, Quần đảo Cook   | 1st                | Shot put           | 16.53 m            |
| 2009               | Pacific Mini Games       | Rarotonga, Quần đảo Cook   | 1st                | Discus throw       | 53.10 m            |
| 2009               | Pacific Mini Games       | Rarotonga, Quần đảo Cook   | 1st                | Hammer throw       | 50.70 m GR         |
| 2011               | Pacific Games            | Nouméa, New Caledonia      | 1st                | Shot put           | 15.72 m            |
| 2011               | Pacific Games            | Nouméa, New Caledonia      | 2nd                | Discus throw       | 48.22 m            |
| 2011               | Pacific Games            | Nouméa, New Caledonia      | 3rd                | Hammer throw       | 47.27 m            |
| 2012               | Olympic Games            | London, Great Britain      | 30th               | Shot put           | 15.80 m            |